# Cerkiew Narodzenia Świętej Anny w Orelcu
Cerkiew Narodzenia Świętej Anny w Orelcu – drewniana filialna cerkiew greckokatolicka, zbudowana w 1759 we wsi Orelec.
W 1967 cerkiew przejęta przez Kościół rzymskokatolicki. Pełniła funkcję kościoła filialnego pw. św. Józefa, początkowo parafii w Uhercach, potem latach 1975–2009 w Bóbrce.

## Historia
Cerkiew wzniesiona w 1759 (według innej wersji w 1757). Według tradycji, z materiałów pozyskanych z rozbiórki cerkwi w pobliskich Uhercach. Wyremontowana w 1933. Wtedy też najprawdopodobniej dobudowany został przedsionek. Po 1947 nieużytkowana kultowo, służyła jako magazyn szyszek dla leśnictwa. W 1967 przejęta przez kościół rzymskokatolicki. Podczas remontu w 1985 (lub w 1981) usunięto daszek sobotowy (wzgl. fartuchowy). Po wybudowaniu nowego kościoła w 2009 nieużytkowana.

## Architektura i wyposażenie
Budowla konstrukcji zrębowej, dwudzielna, orientowana. Nawa prostokątna, do trójbocznie zamkniętego prezbiterium przylega od północy zakrystia. Do nawy dobudowany w późniejszym okresie przedsionek. Dach dwukalenicowy, zwieńczony cebulastą wieżyczką. W oknach zakrystii kute kraty z XIX w.
Wewnątrz stropy płaskie ze skromną polichromią ornamentalno-kwiatową. Oryginalne wyposażenie nie zachowało się. Figury aniołów z ołtarza z XVIII w. oraz płaskorzeźba przedstawiająca Boga Ojca, a także figura św. Jana Nepomucena z XIX w. znajdują się w Muzeum w Łańcucie, w Dziale Sztuki Cerkiewnej.

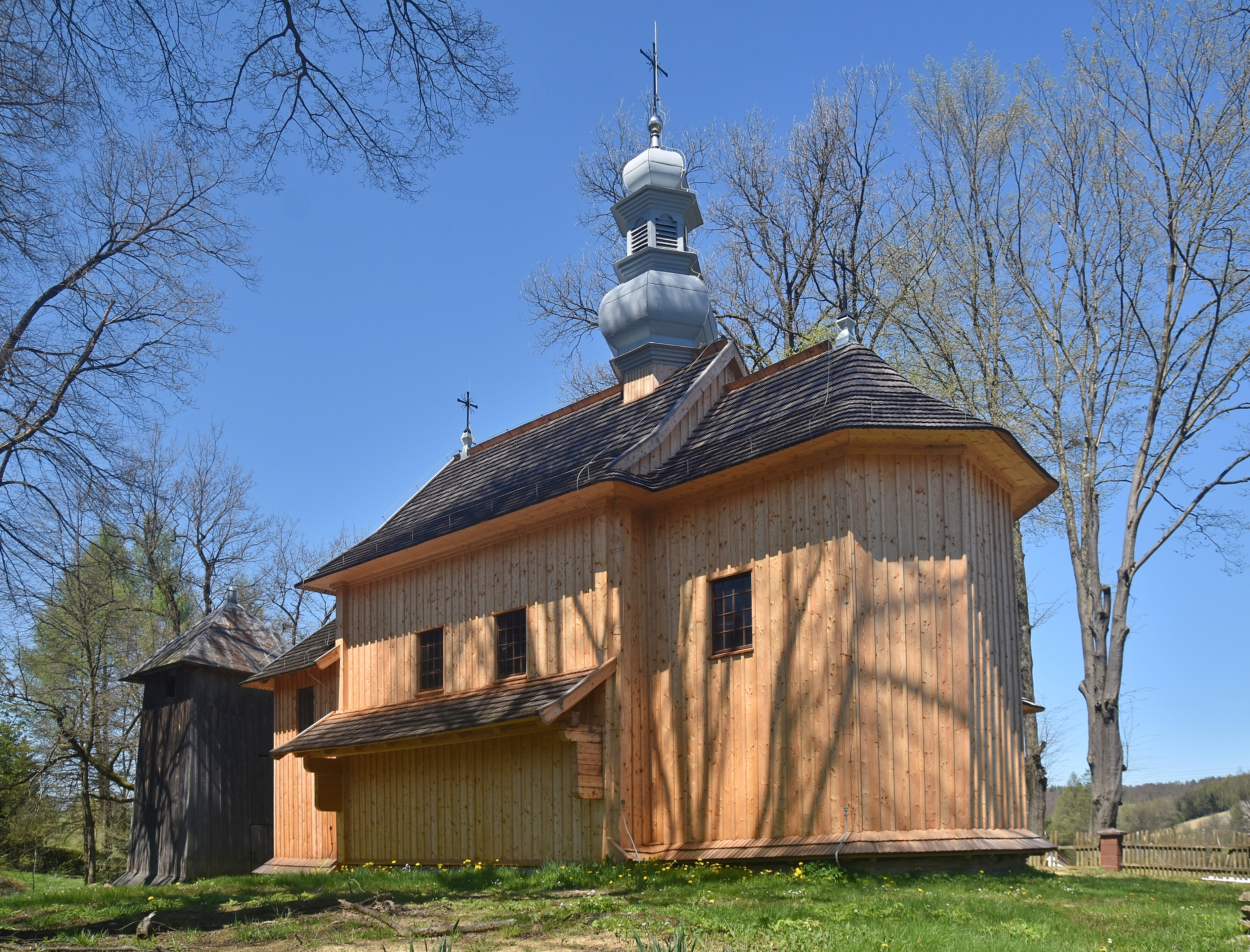
Elewacja południowa
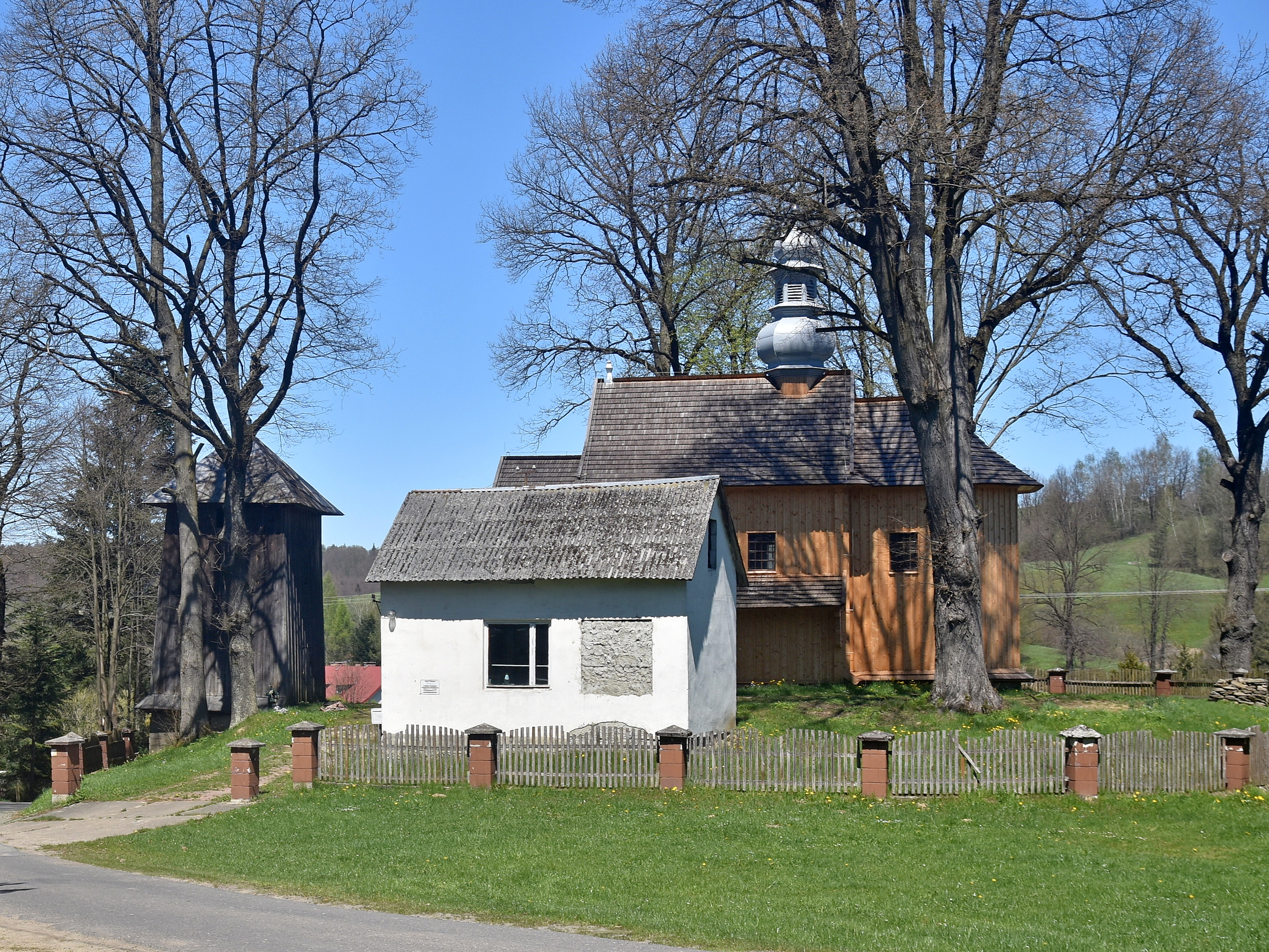
Widok ogólny
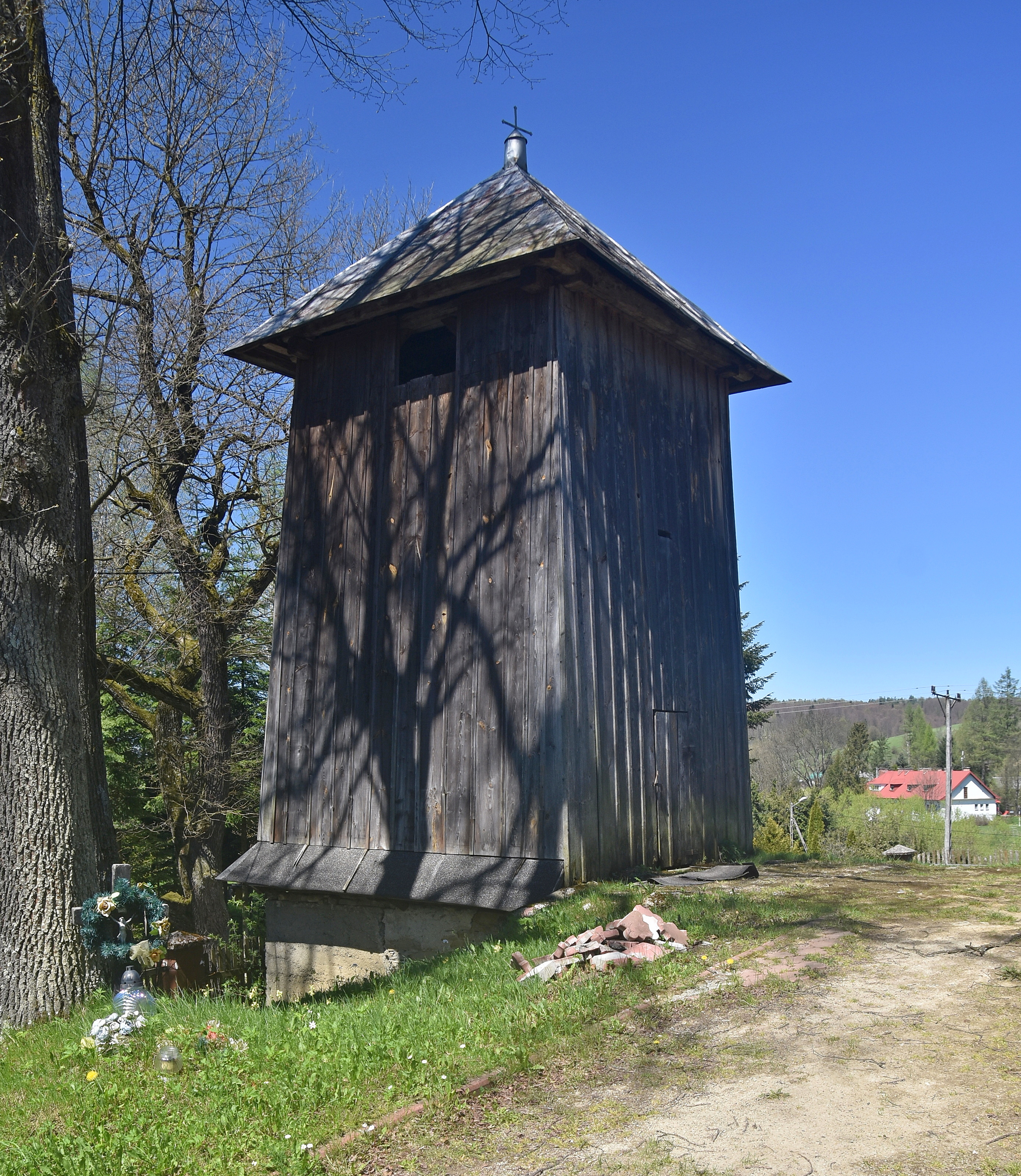
Dzwonnica

## Otoczenie
Na osi cerkwi znajduje się drewniana dzwonnica, konstrukcji słupowej, na planie kwadratu, nakryta dachem namiotowym.